# 尖萼海桐
尖萼海桐（学名：Pittosporum subulisepalum），为海桐花科海桐花属下的一个植物种。